# Henny de Swaan-Roos
Hennie de Swaan-Roos (Coevorden, 3 oktober 1909 - Amsterdam, 25 april 1995) was een Nederlands feministe. Ze werd wel de "Grootmoeder van de vrouwenbeweging" genoemd.

## Achtergrond
Henderina Roos werd geboren binnen het gezin van koopman/fabrikant Izak Roos en Sophie Vos. Moeder was toen al betrokken bij de plaatselijke vereniging voor vrouwenkiesrecht. In 1939 ontmoette ze de communistisch ingestelde Meik (Meijer) de Swaan bij de gezamenlijke vriend Lou de Jong, ze trouwden in 1940. Zoon Abram de Swaan werd socioloog, dochter Carrie de Swaan documentairemaakster. In 1995 kreeg zij vlak voor haar overlijden de Gerda Brautigamprijs. Ze werd begraven op Zorgvlied.  In 2016/2017 vernoemde Amsterdam een brug naar haar.

## Leven
Haar vader ging failliet in de Eerste Wereldoorlog als gevolg van een verkeerde belegging. In 1924 trok de familie naar Amsterdam. Alhoewel ze kon gaan leren aan de hogereburgerschool, moest ze daar vertrekken, de directeur vond haar te lastig. Ze trok naar Arnhem, maar kwam terug om er te gaan werken bij de leesportefeuille van haar moeder. Toen de Tweede Wereldoorlog begon, probeerden Roos en Meik te vluchten, maar de poging mislukte deels omdat Meik het niet aan kon. Bij de komst van het eerste kind, de latere socioloog Abram de Swaan (1942), stopte ze met werken. Vlak daarna moesten ze onderduiken vanuit de Ruyschstraat, het kind moest daarbij uit huis geplaatst worden. Na enige omzwervingen kwamen ze wederom in Amsterdam terecht en ontmoetten daar Joop van Santen van de Vrije Katheder. Ze kregen van hem onderdak in een achterhuis, Meik luisterde naar de illegale radio en vertelde het aan Van Santen, die het dan verder verspreidde. Na de oorlog kwam kind nummer twee (Carrie de Swaan) en Henny wilde nu genieten van het opvoeden van haar beide kinderen. Meik ging verder met de Vrije Katheder, totdat het blad in 1950 sneuvelde. Haar man overleed in 1957 bij een vliegtuigongeluk. Hij had toen net geprobeerd met Lucas van der Land een nieuw blad op te zetten. De linkse vriendenkring zocht hulp bij elkaar, daarbij kwamen ook musici als Han de Vries en Reinbert de Leeuw frequent op bezoek. Daarna rolde ze allerlei projecten in. Ze was betrokken bij Aid Fund voor Zuid-Afrika, het Nationaal Comité Vietnam van Piet Nak. Ze ondersteunde met Mies Bouhuys haar zoon en dochter bij de bezetting van het Maagdenhuis en de acties van Dolle Mina, Man Vrouw Maatschappij, Vrouwen oriënteren zich op de samenleving (VOS), Wij Vrouwen Eisen (WVE, onder meer voor behoud van de vergoeding van de anticonceptiepil via het ziekenfonds) en de bezetting van de Bloemenhovekliniek en uiteindelijk hulp aan verkrachte vrouwen tijdens de Burgeroorlog in Joegoslavië.
Haar voorbeeld was Aletta Jacobs. In 1995 maakte Nouchka van Brakel de film Aletta Jacobs: Het hoogste streven over haar, waarbij ze De Swaan-Roos de hoofdpersoon op latere leeftijd liet vertolken. Voordat de film in de bioscopen kwam overleed Henny.